# مرارة خزفية
المرارة الخزفية أو تكلس المرارة أو المرارة البورسلانية (بالإنجليزية: Porcelain gallbladder)‏ هو تكلس المرارة الذي يُعتقد أنه ناتج عن الحصى المرارية المفرطة، على الرغم من أن السبب الدقيق غير واضح. وكما هو الحال مع أمراض المرارة بشكل عام، تحدث هذه الحالة في الغالب في المرضى الذين يعانون من زيادة الوزن في منتصف العمر. وهو شكل من أشكال التهاب المرارة المزمن. ويؤدي التندُّب الالتهابي للجدار، إلى جانب تكلس جدار إلى تحويل المرارة إلى وعاء يشبه الخزف، واستئصال المرارة هو العلاج الموصى به.

## الأعراض
تشبه الأعراض تلك التي تحدث مع حصوات المرارة ويمكن أن تشمل آلامًا في البطن (خاصة بعد تناول الطعام)، واليرقان، والقيء. ويمكن أن تكون المرارة الخزفية أيضًا خالية من الأعراض وتكتشف مصادفة في الأشعة السينية التي يتم الحصول عليها لسبب مختلف.

### ارتباط المرارة الخزفية بالسرطان
إن التأكيد على أن المرارة الخزفية تزيد من الإصابة بسرطان المرارة يتم تدريسها على نطاق واسع في كليات الطب، ولكنها تعتمد على دراسات من 1931 و1962. وتشير دراسة بارزة للمساعدات الجراحية أن خطر الإصابة بالسرطان في حالات المرارة الخزفية هو 15٪، ولكن الطبيعة المحددة للارتباط بين سرطان المرارة والمرارة الخزفية غير مؤكدة. وبحثت مقالتان تم نشرهما في عام 2001 العلاقة بين سرطان المرارة والمرارة المتكلسة، واستعرضت الدراسة الأولى 10,741 استئصال المرارة، ووجدت أن 88 مريضًا مصابًا بسرطان المرارة لم يكن لديهم المرارة المتكلسة في حين أن 15 مريضًا مصابًا بتكلس المرارة لم يصابوا بسرطان المرارة. واستعرضت الدراسة الثانية 25,900 عينة من المرارة، ووجدت 150 مريضا مصابا بالسرطان و44 مريضا يعانون من المرارة المتكلسة من نوعين (تكلس داخل العضلات وتكلس مخاطي انتقائي). وأظهرت مجموعة تكلس الغشاء المخاطي الانتقائي حدوث السرطان بنسبة 7% مع نسبة احتمالات كبيرة تصل إلى 13.89.
ووجدت مراجعة مقال تم نشره في عام 2013 لـ111 دراسة أن 340 مريضا بتكلس جدار المرارة أظهر معدل 21% من سرطان المرارة. ومع ذلك، عندما تم استبعاد الدراسات ذات التحيز الواضح في الاختيار، انخفض معدل سرطان المرارة إلى 6٪. في حين أظهرت المجموعة المطابقة دون تكلس المرارة نسبة 1% من سرطان المرارة.

## التشخيص
التصوير الإشعاعي للبطن (بالأشعة السينية)، أو الموجات فوق الصوتية على البطن، أو الأشعة المقطعية.

## العلاج
بسبب زيادة خطر الإصابة بسرطان المرارة، فإن العلاج الموصى به هو استئصال المرارة، والذي يتضمن عادة تصوير الشجرة الصفراوية قبل الجراحة أو خلالها. ويمكن إجراء استئصال المرارة عن طريق فتح شق في البطن أو عن طريق طرق التنظير البطني، ولكن تشريح المرارة وتكوينها قد يعيق العملية.

## روابط خارجية
- eMedicine.com – Porcelain Gallbladder by Ali Nawaz Khan and Margaret Aird